# Karen Frøsig
Karen Frøsig (født 23. september 1958 i Løgstør) er en dansk jurist og erhvervsleder, der siden 2010 har været administrerende direktør for Sydbank.
Frøsig blev cand.jur. fra Aarhus Universitet i 1983 og var efterfølgende advokatfuldmægtig, men skiftede allerede i 1986 til finansverdenen. Først som jurist i Privatbanken, og fra 1987 som jurist og kontorchef i Topdanmark. I 1991 blev hun juridisk chef i Aktivbanken og fra 1992 direktionssekretær og leder af bankens fællessekretariat. Frøsig kom til Sydbank samtidig med Sydbanks overtagelse af Aktivbanken i 1994; først som chefjurist og fra 2008 som medlem af direktionen. Siden juni 2010 har hun været bankens administrerende direktør. 
Hun er også formand for bestyrelsen for Ejendomsselskabet af 1. juni 1986 A/S og næstformand for bestyrelserne for Bankdata og Regionale Bankers Forening. Desuden er hun medlem af bestyrelsen for PRAS A/S, Finansrådet, Totalkredit, Multidata Holding A/S, Multidata A/S, BI Holding A/S samt Dansk-Tysk Handelskammer.
Karen Frøsig er gift med advokat Karsten Steen Jensen.